# Charles Borck
Charles Borck (Manila, 4 gennaio 1917 – Las Vegas, 6 febbraio 2008) è stato un cestista filippino.

## Carriera
Con le Filippine disputò le Olimpiadi del 1936.